# Robert Dodaro
Robert J. Dodaro OSA (* 26. Januar 1955) ist ein US-amerikanischer römisch-katholischer Theologe und Patristiker.

## Leben
Robert John Dodaro schloss 1973 die St. Augustine Seminary High School in Holland (Michigan) ab. Durch zahlreiche Studien zur Theologie des Kirchenvaters Augustinus machte er sich einen Namen als Augustinus-Forscher. Er wurde zum stellvertretenden Rektor, dann zum Rektor des Institutum Patristicum Augustinianum ernannt. Dieses Amt übte er bis 2016 aus. Zudem lehrte er bis 2018 als Professor für Patristische Theologie an der Päpstlichen Lateranuniversität.
Pater Dodaro ist außerdem Mitherausgeber des Augustinus-Lexikon. 2010 wurde er zum Konsultor der Kongregation für die Glaubenslehre ernannt. Papst Franziskus ernannte ihn am 2. August 2016 zum Mitglied der Studienkommission für das Diakonat der Frauen.

## Schriften (Auswahl)
- als Herausgeber mit E. M. Atkins: Augustine: Political writings. Cambridge 2001, ISBN 0-521-44172-2.
- als Herausgeber mit George Lawless: Augustine and his Critics. Essays in honour of Gerald Bonner. London 2002, ISBN 0-415-20063-6.
- Christ and the just society in the thought of Augustine. Cambridge 2004, ISBN 0-521-84162-3.
- als Herausgeber: „In der Wahrheit Christi bleiben“. Ehe und Kommunion in der katholischen Kirche. Würzburg 2014, ISBN 978-3-429-03783-3.